# 承陽
承陽是一個與沮渠氏北凉有關的年号。
來自甘肅文殊山的石塔有「承陽二年歲在〔丙〕寅」字樣。由於北凉曾奉夏正朔和丙寅為承光二年的干支，所以學者懷疑史籍記載承光為承陽之錯誤；即使承光沒有錯誤，北涼是用了同韻意義相近的陽字代替了光字。